# Vela de junco

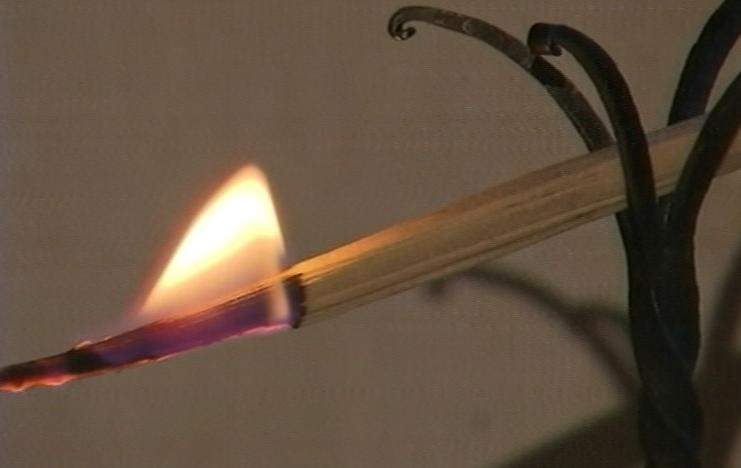
En llamas rushlight

Un vela de junco es un tipo de vela o antorcha en miniatura que se forma al remojar la médula seca de un junco en grasa o aceite. Durante varios siglos, las velas de junco fueron una fuente común de luz artificial para las personas de escasos recursos. Eran extremadamente baratas de hacer. El ensayista inglés William Cobbett escribió: "Producir estas velas de junco no costaba casi nada y se creía que daba una luz mejor que algunas velas mal sumergidas".
Una de las primeras descripciones impresas de las velas de junco fue escrita por el anticuario inglés John Aubrey en 1673. El Reverendo Gilbert White hizo una descripción detallada de la fabricación de estas velas en La Historia Natural y Antigüedades de Selborne, Carta XXVI (1789).
Las velas de junco aún se utilizaban en la Inglaterra rural hasta finales del siglo XIX y tuvieron un renacimiento temporal durante la Segunda Guerra Mundial. En algunas partes de Gales, el uso de estas velas continuó hasta mediados del siglo XX.

No se sabe si las velas de junco alguna vez fueron populares en los Estados Unidos y Canadá. Ocasionalmente se encuentran porta velas de junco en Norteamérica, pero la mayoría probablemente fueron importadas desde Inglaterra; "no se conoce ninguna que lleve la marca de un herrero americano."  En Nueva Inglaterra, "las velas de junco tuvieron poco uso, si es que alguno, en los días de la colonia."
Las velas de junco (rushlights) no deben ser confundidas con las velas con mecha de junco (rush-candles). Una vela con mecha de junco es una vela ordinaria (un bloque o cilindro de grasa o cera) que usa una pieza de junco como mecha. Las velas de junco son tiras de fibra vegetal impregnadas con grasa o manteca. La mecha no está separada del combustible en una vela de junco.

## Preparación
Se cosechan los tallos maduros de los juncos en verano u otoño. Se pela cuidadosamente la epidermis o corteza de cada tallo para liberar el centro, dejando tan sólo una tira de corteza a todo lo largo para proveer soporte al centro, que es más frágil.
Después de secar, el junco se sumerge en cualquier grasa o manteca. Comúnmente se usaba grasa de tocino, pero la de cordero era considerada la mejor por muchos, en parte porque al secarse adquiría una textura mucho menos pegajosa que otras grasas. Si se añadía una pequeña cantidad de cera de abeja a la grasa, la vela duraba más tiempo. En islas atlánticas más remotas como San Kilda se usaba el "aceite de estómago" producido por las aves del género Fulmarus.

## Duración y calidad de la luz
Las fuentes relatan diferentes duraciones para la combustión de una vela de junco promedio. El libro The book of trades, or Library of the useful arts indica que la vela de junco promedio tenía 30cm de largo (12in) y permanecían prendidas de 10 a 15 minutos. Gilbert White reportó que una vela de junco de 72cm (28.5in) permanecía encendida por 57 minutos; escribió, "estos juncos dan una luz buena y clara." Había mucha variación en la calidad de las velas de junco; un escritor del siglo XIX observó que "una podía parpadear y chisporrotear por una hora, mientras que otra bien podía consumirse en diez minutos."
Una vela de junco diferente, en la cual se dejaban dos tiras de la corteza antes de empaparlas de grasa producía una luz más tenue, pero que duraba mucho más. White se refirió a éstas como "velas de vigilia" (watchlights).
- Lista de fuentes de luz.